# Castanopsis armata
Castanopsis armata ist eine in Südostasien vorkommende Baumart aus der Familie der Buchengewächse (Fagaceae). Die Nüsse sind essbar.

## Merkmale
Castanopsis armata ist ein immergrüner, bis zu 20 Meter hoher Baum. Der Stammdurchmesser erreicht über 55 Zentimeter.
Die Fruchtbecher (Cupulae) sind mit einfachen Stacheln besetzt. Die Stacheln sind gerade, dichtstehend und verdecken die Oberfläche des Fruchtbechers komplett. Die Fruchtbecher sind inklusive Stacheln mindestens 4 Zentimeter im Durchmesser, meist 4,5 bis 6,5 Zentimeter. Sie stehen zu zweit oder dritt an einer holzigen Rhachis.
Pro Fruchtbecher wird eine einzelne, etwa 2 Zentimeter große Nuss gebildet. Ihre Narbe nimmt mehr als die Hälfte der Nuss ein und ist mit der Haut des Fruchtbechers verwachsen.
Blütezeit ist Januar bis September, meist von Februar bis April. Die Fruchtreife erfolgt von Januar bis Dezember, meist von März bis Juli.

## Verbreitung und Standorte
Die Art kommt in Thailand, Indien, Nepal und Myanmar vor. Sie wächst in tieferen Bergwäldern, in immergrünem Tieflandwald, in Kiefern-gemischten laubwerfenden Wäldern und in Eichen-Kiefern-Wäldern. Sie kommt in Höhenlagen von 100 bis 1850 m vor, meist 800 bis 1100 m.

## Belege
- Chamlong Phengklai: A synoptic account of the Fagaceae of Thailand. In: Thai Forest Bulletin. 2006, Band 34, S. 53–175.
- Castanopsis armata in der Flora of Thailand.